# Dentiraja australis
Dentiraja australis is een vissensoort uit de familie van de Rajidae. De wetenschappelijke naam van de soort is voor het eerst geldig gepubliceerd in 1884 door Macleay als Raja australis.